# Gli astrostoppisti
Gli astrostoppisti è una serie a fumetti di genere fantascientifico scritta da Alfredo Castelli e disegnata da Nevio Zeccara pubblicata sulle pagine de Il Giornalino negli anni settanta.

## I protagonisti
I protagonisti della serie sono Kal e Morgan, una coppia di giovanotti del trentesimo secolo (il primo di madre marziana e di padre terrestre, il secondo di pura razza inglese) che trascorrono le loro giornate bighellonando tra stelle e galassie, allo scopo di esplorare i tanti mondi dell'universo grazie all'aiuto di viaggiatori disposti ad accoglierli sulle loro astronavi.
Non a caso i concittadini li conoscono familiarmente come gli astrostoppisti. E anche se nella prima avventura i due posseggono un'utilitaria spaziale di seconda mano, acquistata dal mercante di astronavi usate Honest John, appena raggiunto lo spazio -causa una perdita di ossigeno- si trovano nuovamente costretti a chiedere un passaggio a chi sfreccia sulla loro rotta.
Nel loro vagabondare nel cosmo i due si sono imbattuti, tra l'altro, in un costruttore di mondi in grado di creare una copia esatta della Terra con la sola forza di volontà, in uno scienziato folle che vuole dominare l'universo, in un robivecchi dello spazio in cerca delle carcasse degli antichi mezzi terrestri lanciati nello spazio e in una Venezia teletrasportata nel cosmo per salvarla da industriali e speculatori e amministrata con saggezza dal doge Zan 8, di stirpe venusiana.

## Storia editoriale
Le avventure degli Astrostoppisti iniziano nel numero 30 del Giornalino del 1971 e vengono scritte da Castelli fino all'anno successivo quando l'autore, assunto dal Corriere dei Ragazzi, deve lasciare la serie a Silviero Della Barca, pseudonimo di Silverio Pisu, che la porta avanti fino alla sua chiusura nel 1978.
Sempre negli anni settanta la serie sbarca in Francia (solo nella gestione Castelli), venendo pubblicata dal 1975 al 1977 sulla rivista Vick col nome Les bourlingueurs de l’espace, per tornare poi nel 1981 in una breve sortita su Bengali e su Aventures e voyages.
Nel 1981 Castelli prova a rilanciare Gli astrostoppisti con i disegni di Ghiro, cioè Roberto Ghiddi, su S&M – Strisce e musica (il supplemento a La Nazione e a Il Resto del Carlino a cura di Bonvi) cambiando il nome in Quelli dell’Astrostop, ma ormai il favore del pubblico era passato. Sia perché nei fumetti stava prendendo piede una fantascienza che si ispirava più al cinema che non all'illustrazione classica della fantascienza dei pulp e dime books, sia per il formato a striscia del fumetto che frammentava la narrazione di Castelli.
In più di un'occasione le storie degli Astrostoppisti sono state raccolte anche in volume.
Nel 1973 gli Albi del Giornalino propongono una raccolta di cinque storie degli spaziali in una collana che vede sulle sue pagine anche degli assolo del Commissario Spada o del pistolero Larry Yuma di Nizzi e Boscarato, mentre nel 2018 la casa editrice Nona Arte raccoglie le quindici avventure degli Astrostoppisti scritte da Castelli in un volume cartonato di pregio corredato da un buon apparato introduttivo, una preziosa cronologia e gustose illustrazioni.

## Caratteristiche
Le storie degli Astrostoppisti possono ricordare (per titolo e per ambientazioni) il celebre ciclo di fantascienza Guida galattica per gli autostoppisti di Douglas Adams. Eppure, anche se cronologicamente gli Astrostoppisti sono nati prima, proprio questa somiglianza fra le due opere ha frenato Castelli nel riproporre la serie. 
Come ha infatti rivelato nell'introduzione al volume degli Astrostoppisti proposto da Nona Arte: "... sono stato ispirato da vari autori, ma la serie era farina del mio sacco; tuttavia, qualche tempo dopo, mi sono reso conto che i protagonisti, le tematiche, persino certi setting ("Il Ristorante ai confini dell’Universo") sembravano copiati pari pari dalla straordinaria Guida Galattica per Autostoppisti di Douglas Adams. Era difficile credere che non mi ci fossi ispirato e avessi soltanto colto “un’idea che correva nell'aria”, così, imbarazzato per quel plagio involontario, non ho più fatto tentativi per riproporre la serie".
Solo più tardi, leggendo qualche commento nostalgico del critico Fabio Lastrucci, Castelli si è reso conto che in realtà la farina del suo sacco era anche cronologicamente dimostrabile, e ha deciso di collaborare alla riedizione di quelle storie.